# Carex vimariensis
Carex vimariensis är en halvgräsart som beskrevs av Heinrich Carl Haussknecht och Gottfried Dietrich Wilhelm Berthold. Carex vimariensis ingår i släktet starrar, och familjen halvgräs. Inga underarter finns listade i Catalogue of Life.